# Tiszalöki Vízművek megállóhely
Tiszalöki Vízművek megállóhely egy Szabolcs-Szatmár-Bereg vármegyeo megállóhely, melyet a MÁV üzemeltetett. Jelenleg a vasúti forgalom szünetel.

## Vasútvonalak
A megállóhelyet az alábbi vasútvonalak érintik:
- Ohat-Pusztakócs–Görögszállás-vasútvonal

## Kapcsolódó állomások
A vasúti megállóhelyhez az alábbi állomások vannak a legközelebb:
- Tiszadada megállóhely (Ohat-Pusztakócs–Görögszállás-vasútvonal)
- Tiszalök vasútállomás (Ohat-Pusztakócs–Görögszállás-vasútvonal)

## Forgalom
A megállóhelyen és az azt érintő vasútvonal egy szakaszán a vasúti forgalom 2009. december 13-a óta szünetel.

## Megközelítése
A megállóhely Tiszalöktől mintegy 4 kilométerre, nyugatra helyezkedik el, közúti megközelítése csak önkormányzati utakon keresztül lelhetséges.